# إد أرنولد
إد أرنولد (بالإنجليزية: Ed Arnold)‏ هو سياسي أمريكي، ولد في 4 مارس 1943 في لبنان في الولايات المتحدة. حزبياً، نشط في الحزب الديمقراطي. وقد انتخب عضو مجلس نواب بنسيلفانيا.